# Eve Balfour
Pour les articles homonymes, voir Balfour (homonymie).
Lady Eve Balfour (16 juillet 1898 - 16 janvier 1990) est une des pionnières britanniques de l’agriculture biologique et du mouvement écologiste. Elle est également essayiste, conférencière et, sous le pseudonyme de Hearnden Balfour, autrice de roman policier.

## Biographie
Issue d'une famille d'origine écossaise, elle est la fille de Gerald Balfour (2e comte de Balfour) homme politique conservateur et de Betty Balfour, féministe, et la petite-fille de Robert Bulwer-Lytton, 1er comte de Lytton, vice-roi des Indes de 1876 à 1880. Elle s'intéresse dès son enfance à l'agriculture. Pendant la Première Guerre mondiale, elle est l’une des premières femmes à étudier l’agriculture et elle obtient son diplôme à l’université de Reading, puis elle exploite brièvement une ferme située au pays de Galles.
En 1919, elle rencontre Beryl Hearnden (1897-1978) avec qui elle vit jusqu’en 1951. En 1920, avec sa sœur Mary et Hearnden, elle s’installe à New Bells Farm, une exploitation agricole du Suffolk. En marge du travail de la terre et des multiples préoccupations liées à la culture agricole, l'élevage de vaches laitières, de moutons et de porcs, Hearnden et elle trouvent le temps d’écrire en collaboration et de publier, sous le pseudonyme de Hearnden Balfour, une série de trois romans policiers ayant pour héros l’inspecteur Jack Strickland. Pendant leur temps libre, ils font également de la voile en Norvège et font partie d'une troupe de danse. Eve Balfour devient également une activiste politique qui s'oppose aux prérogatives de l'Église d'Angleterre qui continue d'exiger de la part des fermiers le paiement d'une dîme spéciale pour entretenir le clergé rural.
Bien avant l’avènement du mouvement écologiste, elle est aussi une partisane du développement de l'agriculture biologique et respectueuse de la nature. En 1939, avec un voisin et ami, Ryan Nelson, elle entreprend la première étude comparative et à long terme entre une culture biologique et une culture fondée sur l’emploi d’engrais chimiques. Le résultat de cette expérience est livré en 1943 dans The Living Soil, un des essais classiques du mouvement écologiste.
En 1946, Eve Balfour co-fonde la Soil Association (en) , une association internationale de promotion de l'agriculture durable, et en devient la première présidente.
Elle a une crise d'apoplexie en 1989 et meurt quelques mois plus tard, à l'hôpital de Dunbar, en Écosse, le 14 janvier 1990.

## Distinctions
- 1989 : officier de l'ordre de l'Empire britannique (OBE)[1]

## Publications

### Romans

#### SérieInspecteur Jack Stricklandsignée Hearnden Balfour
- The Paper Chase (1927) Publié en français sous le titre La Chasse au papier, Paris, Librairie des Champs-Élysées, Le Masque no 8, 1928
- The Entreprising Burglar (1928)
- Anything Might Happen ou  Murder and the Red-Haired Girl (1931) Publié en français sous le titre Rien n’est impossible, Paris, Librairie des Champs-Élysées, Le Masque  no 239, 1937

### Publication scientifique
- The Living Soil (en) ; Evidence of the Importance to Human Health of Soil Vitality, with Special Reference to Post-War Planning (1943)
- « Toward a Sustainable Agriculture–The Living Soil », texte d'une conférence à l'IFOAM en 1977, [lire en ligne] [PDF], consulté le 11 janvier 2023.